# Third-person
I computerspilsgenre er third-person (dansk: tredje person) et grafisk perspektiv, der gengives fra en fast afstand bag og lidt over spillerkarakteren. Dette synspunkt giver spillerne mulighed for at se en mere karakteriseret avatar og er mest almindeligt i actionspil og action-adventurespil. Spil med dette perspektiv gør ofte brug af positionsbaseret lyd, hvor lydstyrken af omgivende lyde varierer afhængigt af avatarens position. Det er et af to perspektiver, der bruges i langt størstedelen af computerspil, hvor det andet er first-person, det grafiske perspektiv der gengives fra spillerkarakterens synsvinkel (derved førstepersonsperspektivet).